# 東経23度線
東経23度線（とうけい23どせん）は、本初子午線面から東へ23度の角度を成す経線である。北極点から北極海、大西洋、ヨーロッパ、地中海、アフリカ、インド洋、南極海、南極大陸を通過して南極点までを結ぶ。東経23度線は、西経157度線と共に大円を形成する。

## 通過する地域一覧
東経23度線は、北極点から南極点まで南に向かって以下の場所を通っている。
| 地理座標                                             | 国土・領土・領海   | 備考                                                      |
| ---------------------------------------------------- | ------------------ | --------------------------------------------------------- |
| 北緯90度0分 東経23度0分 / 北緯90.000度 東経23.000度  | 北極海             |                                                           |
| 北緯80度27分 東経23度0分 / 北緯80.450度 東経23.000度 | ノルウェー         | 北東島（スヴァールバル諸島）                              |
| 北緯79度16分 東経23度0分 / 北緯79.267度 東経23.000度 | バレンツ海         |                                                           |
| 北緯78度13分 東経23度0分 / 北緯78.217度 東経23.000度 | ノルウェー         | エッジ島（スヴァールバル諸島）                            |
| 北緯77度18分 東経23度0分 / 北緯77.300度 東経23.000度 | バレンツ海         |                                                           |
| 北緯72度25分 東経23度0分 / 北緯72.417度 東経23.000度 | 大西洋             | ノルウェー海                                              |
| 北緯70度51分 東経23度0分 / 北緯70.850度 東経23.000度 | ノルウェー         | セール島（英語版）、Seiland島、Stjernøya島、本土          |
| 北緯68度42分 東経23度0分 / 北緯68.700度 東経23.000度 | フィンランド       |                                                           |
| 北緯68度19分 東経23度0分 / 北緯68.317度 東経23.000度 | スウェーデン       |                                                           |
| 北緯65度45分 東経23度0分 / 北緯65.750度 東経23.000度 | バルト海           | ボスニア湾                                                |
| 北緯63度49分 東経23度0分 / 北緯63.817度 東経23.000度 | フィンランド       |                                                           |
| 北緯59度50分 東経23度0分 / 北緯59.833度 東経23.000度 | バルト海           |                                                           |
| 北緯58度55分 東経23度0分 / 北緯58.917度 東経23.000度 | エストニア         | ヒーウマー島                                              |
| 北緯58度50分 東経23度0分 / 北緯58.833度 東経23.000度 | バルト海           | Kassaare湾                                                |
| 北緯58度36分 東経23度0分 / 北緯58.600度 東経23.000度 | エストニア         | サーレマー島                                              |
| 北緯58度21分 東経23度0分 / 北緯58.350度 東経23.000度 | バルト海           | リガ湾 - ルフヌ島（ エストニア）のすぐ西を通過            |
| 北緯57度24分 東経23度0分 / 北緯57.400度 東経23.000度 | ラトビア           |                                                           |
| 北緯56度24分 東経23度0分 / 北緯56.400度 東経23.000度 | リトアニア         |                                                           |
| 北緯54度22分 東経23度0分 / 北緯54.367度 東経23.000度 | ポーランド         |                                                           |
| 北緯49度51分 東経23度0分 / 北緯49.850度 東経23.000度 | ウクライナ         |                                                           |
| 北緯48度0分 東経23度0分 / 北緯48.000度 東経23.000度  | ルーマニア         |                                                           |
| 北緯44度6分 東経23度0分 / 北緯44.100度 東経23.000度  | ブルガリア         | 約9km                                                     |
| 北緯44度1分 東経23度0分 / 北緯44.017度 東経23.000度  | ルーマニア         |                                                           |
| 北緯43度49分 東経23度0分 / 北緯43.817度 東経23.000度 | ブルガリア         |                                                           |
| 北緯43度12分 東経23度0分 / 北緯43.200度 東経23.000度 | セルビア           | 約7km - 国土の最東端                                      |
| 北緯43度9分 東経23度0分 / 北緯43.150度 東経23.000度  | ブルガリア         |                                                           |
| 北緯41度47分 東経23度0分 / 北緯41.783度 東経23.000度 | 北マケドニア       | 約10km - 国土の最東端                                     |
| 北緯41度41分 東経23度0分 / 北緯41.683度 東経23.000度 | ブルガリア         |                                                           |
| 北緯41度20分 東経23度0分 / 北緯41.333度 東経23.000度 | ギリシャ           |                                                           |
| 北緯40度22分 東経23度0分 / 北緯40.367度 東経23.000度 | 地中海             | エーゲ海                                                  |
| 北緯39度33分 東経23度0分 / 北緯39.550度 東経23.000度 | ギリシャ           |                                                           |
| 北緯39度21分 東経23度0分 / 北緯39.350度 東経23.000度 | 地中海             | エーゲ海・パガセ湾（英語版）                              |
| 北緯39度1分 東経23度0分 / 北緯39.017度 東経23.000度  | ギリシャ           | 本土、エヴィア島                                          |
| 北緯38度53分 東経23度0分 / 北緯38.883度 東経23.000度 | 地中海             | エーゲ海・エウリプス海峡（英語版）                        |
| 北緯38度45分 東経23度0分 / 北緯38.750度 東経23.000度 | ギリシャ           |                                                           |
| 北緯38度13分 東経23度0分 / 北緯38.217度 東経23.000度 | コリンティアコス湾 |                                                           |
| 北緯38度4分 東経23度0分 / 北緯38.067度 東経23.000度  | ギリシャ           | ペロポネソス半島                                          |
| 北緯37度29分 東経23度0分 / 北緯37.483度 東経23.000度 | 地中海             | エーゲ海・アルゴリス湾（英語版）                          |
| 北緯37度2分 東経23度0分 / 北緯37.033度 東経23.000度  | ギリシャ           | ペロポネソス半島                                          |
| 北緯36度31分 東経23度0分 / 北緯36.517度 東経23.000度 | 地中海             |                                                           |
| 北緯36度19分 東経23度0分 / 北緯36.317度 東経23.000度 | ギリシャ           | キティラ島                                                |
| 北緯36度9分 東経23度0分 / 北緯36.150度 東経23.000度  | 地中海             |                                                           |
| 北緯32度39分 東経23度0分 / 北緯32.650度 東経23.000度 | リビア             |                                                           |
| 北緯20度1分 東経23度0分 / 北緯20.017度 東経23.000度  | チャド             |                                                           |
| 北緯15度35分 東経23度0分 / 北緯15.583度 東経23.000度 | スーダン           |                                                           |
| 北緯10度43分 東経23度0分 / 北緯10.717度 東経23.000度 | 中央アフリカ       |                                                           |
| 北緯4度47分 東経23度0分 / 北緯4.783度 東経23.000度   | コンゴ民主共和国   |                                                           |
| 南緯11度6分 東経23度0分 / 南緯11.100度 東経23.000度  | アンゴラ           |                                                           |
| 南緯13度0分 東経23度0分 / 南緯13.000度 東経23.000度  | ザンビア           |                                                           |
| 南緯17度17分 東経23度0分 / 南緯17.283度 東経23.000度 | アンゴラ           |                                                           |
| 南緯17度43分 東経23度0分 / 南緯17.717度 東経23.000度 | ナミビア           | カプリビ回廊                                              |
| 南緯18度1分 東経23度0分 / 南緯18.017度 東経23.000度  | ボツワナ           |                                                           |
| 南緯25度20分 東経23度0分 / 南緯25.333度 東経23.000度 | 南アフリカ共和国   | 北西州 北ケープ州 西ケープ州 東ケープ州 西ケープ州        |
| 南緯34度4分 東経23度0分 / 南緯34.067度 東経23.000度  | インド洋           |                                                           |
| 南緯60度0分 東経23度0分 / 南緯60.000度 東経23.000度  | 南極海             |                                                           |
| 南緯70度6分 東経23度0分 / 南緯70.100度 東経23.000度  | 南極大陸           | ドローニング・モード・ランド（ ノルウェーが領有権を主張） |